# Poniatowa

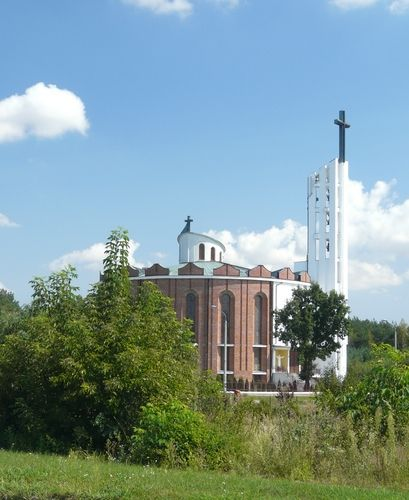
Iglesia de Poniatowa

Poniatowa (AFI: [pɔɲatɔva]) es una ciudad en el sureste de Polonia situada dentro en el condado de Opole Lubelskie, en el voivodato de Lublin. En 2010 tenía una población de 9541 habitantes. Pertenece a la histórica provincia de Pequeña Polonia. Durante la existencia de la Mancomunidad polaco-lituana del siglo XVII, Poniatowa era también parte del Voivodato de Lublin.
En la mayor parte de su historia Poniatowa fue un pueblo; no fue reconocida como ciudad hasta el 18 de julio de 1962. 
La ciudad tiene un club de fútbol, Stal, establecido en 1951.

## Historia

### Orígenes
La fecha exacta del establecimiento de Poniatowa no se conoce, sin embargo, debe haber existido antes del año 1382, ya que el 2 de septiembre de 1382, el Starosta de Lublin publicó un documento co-firmado por un hombre llamado Gotard, que era el dueño de un pueblo llamado Poniatowa.
A finales de la Edad Media, la tierra de Lublin se localizó en la parte oriental del Reino de Polonia, cerca de la frontera con el Gran Ducado de Lituania y las tierras eslavas orientales. Después de que el rey Casimiro el Grande anexara Rutenia Roja a Polonia (años 1340), la región se pobló con los colonos de otras partes de Pequeña Polonia. En el siglo XV, unos 178 nuevos pueblos fueron fundados en la Tierra de Lublin. Eran propiedad de las familias nobles (szlachta), que se suponía que debían responder a la llamada real en caso de un conflicto armado (véase Pospolite ruszenie). A principios del siglo XVI, Poniatowa estaba bajo la autoridad de un castellano de la cercana localidad de Wąwolnica.
En la mancomunidad polaco-lituana, Poniatowa seguía siendo una aldea, que era parte de Voivodato de Lublin. Perteneció a la aristocrática familia Poniatowski, que le dio a Polonia su último rey - Stanisław August Poniatowski. La familia dio su nombre al asentamiento, aunque por el momento Poniatowski llegó a la prominencia de que sus miembros estaban viviendo en otra parte. 
El pueblo estaba en manos privadas hasta mediados del siglo XIX, cuando, después de las Particiones de Polonia, se convirtió en parte del Congreso controlado por la Polonia del Congreso controlada por Rusia. El Toro ("Ciołek" en polaco) que aparece en el escudo de la ciudad es tomado de uno de los diseños heráldicos de Poniatowski.

### sigloXX
La actual ciudad de Poniatowa fue fundada a finales de la década de 1930, para albergar a los trabajadores que llegaban a la nueva fábrica de equipos de telecomunicaciones PZT (Zaklady Tele i Radiotechniczne - Filia nr 2), cuya construcción comenzó en 1937. La fábrica era parte de la Región Industrial Central, y debía suministrar el equipo de radio al ejército polaco. Los primeros edificios de la nueva ciudad se pusieron en 1939, justo antes del estallido de la Segunda Guerra Mundial y la conquista alemana de Polonia. Durante la ocupación alemana, la fábrica ya erigida fue utilizada por los nazis para apoyar el esfuerzo de guerra con mano de obra esclava.

### Campo de concentración
En 1941, los alemanes crearon un campo de prisioneros de guerra soviéticos en el que, un año más tarde, estaba ocupado por unas 22.000 personas. En tiempos de hambruna, murieron 18.000 prisioneros. 
El campo de prisioneros fue liquidado y se transformó en un Campo de trabajo para judíos (Fábricas textiles Walther C. Tobbens).
Tras la liquidación del gueto de Varsovia, miles de judíos fueron trasladados al campo de concentración de Poniatowa. A mediados de 1943, el número de prisioneros ascendió de 14.000 a 18.000.
El 4 de noviembre de 1943, el campo fue cerrado y se liquidaron a los prisioneros. Murieron fusilados o quemados vivos alrededor de 15.000. Esta masacre fue denominada por los alemanes "Erntefest" (Pol. dożynki) 
En total, murieron en este campo entre 17.500 y 19.000 personas.